# ليزا باول
ليزا باول (بالإنجليزية: Lisa Powell) هي لاعب هوكي الحقل أسترالية، ولدت في 8 يوليو 1970 في سيدني في أستراليا.

## وصلات خارجية
- ليزا باول على موقع أوليمبيديا (الإنجليزية)
- ليزا باول على موقع اللجنة الأولمبية الأسترالية (الإنجليزية)
- ليزا باول على موقع اتحاد ألعاب الكومنولث (مؤرشف) (الإنجليزية)